# Gazélec Football Club Ajaccio Volley-Ball 2012-2013
Questa voce raccoglie le informazioni riguardanti il Gazélec Football Club Ajaccio Volley-Ball nelle competizioni ufficiali della stagione 2012-2013.

## Organigramma societario
Area direttiva
- Presidente: Antoine Exiga

Area tecnica
- Allenatore: Frédéric Ferrandez
- Allenatore in seconda: Dumè Exiga, Fabrice Bertrand Beretti

## Rosa
| N° | Nome                | Ruolo | Data di nascita  | Nazionalità sportiva |
| -- | ------------------- | ----- | ---------------- | -------------------- |
| 1  | Benoît Begué        | C     | 19 aprile 1982   | Francia              |
| 2  | Marek Novotný       | S/O   | 4 maggio 1978    | Rep. Ceca            |
| 3  | Pierre Pourtalet    | S     | 29 febbraio 1984 | Francia              |
| 4  | Maoni Talia         | S/O   | 30 luglio 1992   | Francia              |
| 5  | Brett Dailey        | C     | 11 novembre 1983 | Canada               |
| 6  | Florian Lacassie    | S     | 16 novembre 1990 | Francia              |
| 7  | Šime Vulin          | C     | 4 agosto 1983    | Croazia              |
| 9  | Ricardo Martinez    | P     | 2 agosto 1986    | Francia              |
| 10 | Matthias Pompe      | S     | 15 febbraio 1984 | Germania             |
| 11 | Rusmir Halilović    | P     | 17 luglio 1986   | Bosnia ed Erzegovina |
| 12 | Steve Peironet      | L     | 20 maggio 1985   | Francia              |
| 17 | Viktors Koržeņevičs | C     | 9 luglio 1986    | Lettonia             |
| 18 | Jovica Simovski     | S/O   | 17 novembre 1982 | Macedonia del Nord   |